# شهرستان سقز
شهرستان سقز یکی از شهرستان‌های استان کردستان در غرب ایران است. مرکز این شهرستان شهر سقز است. برخی مورخان معتقدند که بعد از هجوم سارگن دوم پادشاه آشور به سرزمین ماد که منجر به گریز مادها به سوی همدان شد، سکاها نیز به سقز آمدند و آن را به‌عنوان پایتخت خود برگزیدند و بدین ترتیب نام امروزی سقز از قوم سکاها به یادگار مانده‌ است.

## جمعیت
جمعیت شهرستان سقز بر اساس سرشماری سال ۱۳۹۵، برابر با ۲۲۶٬۴۵۱ نفر بوده‌ است.

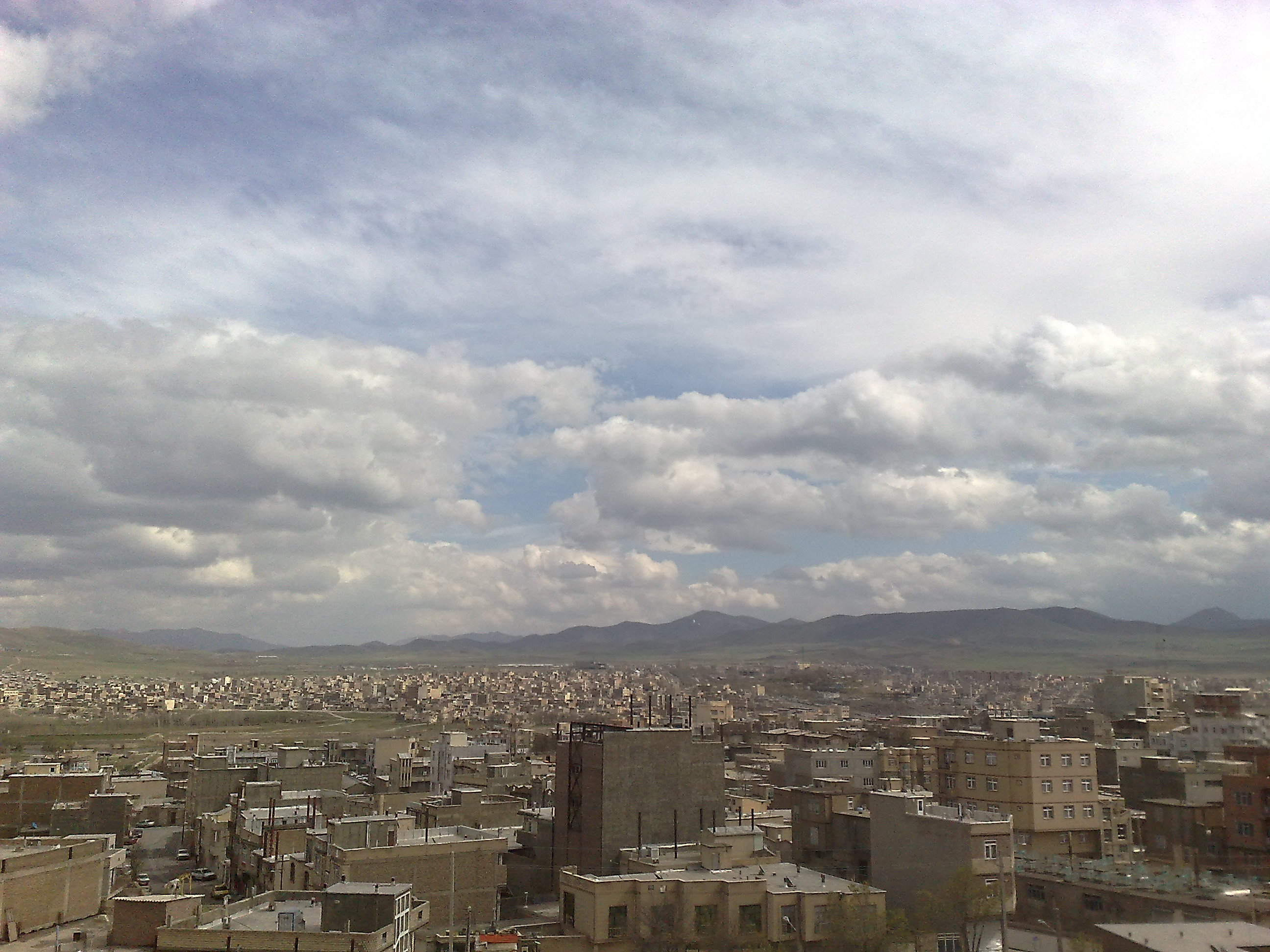
شهر سقز

شهر سنته

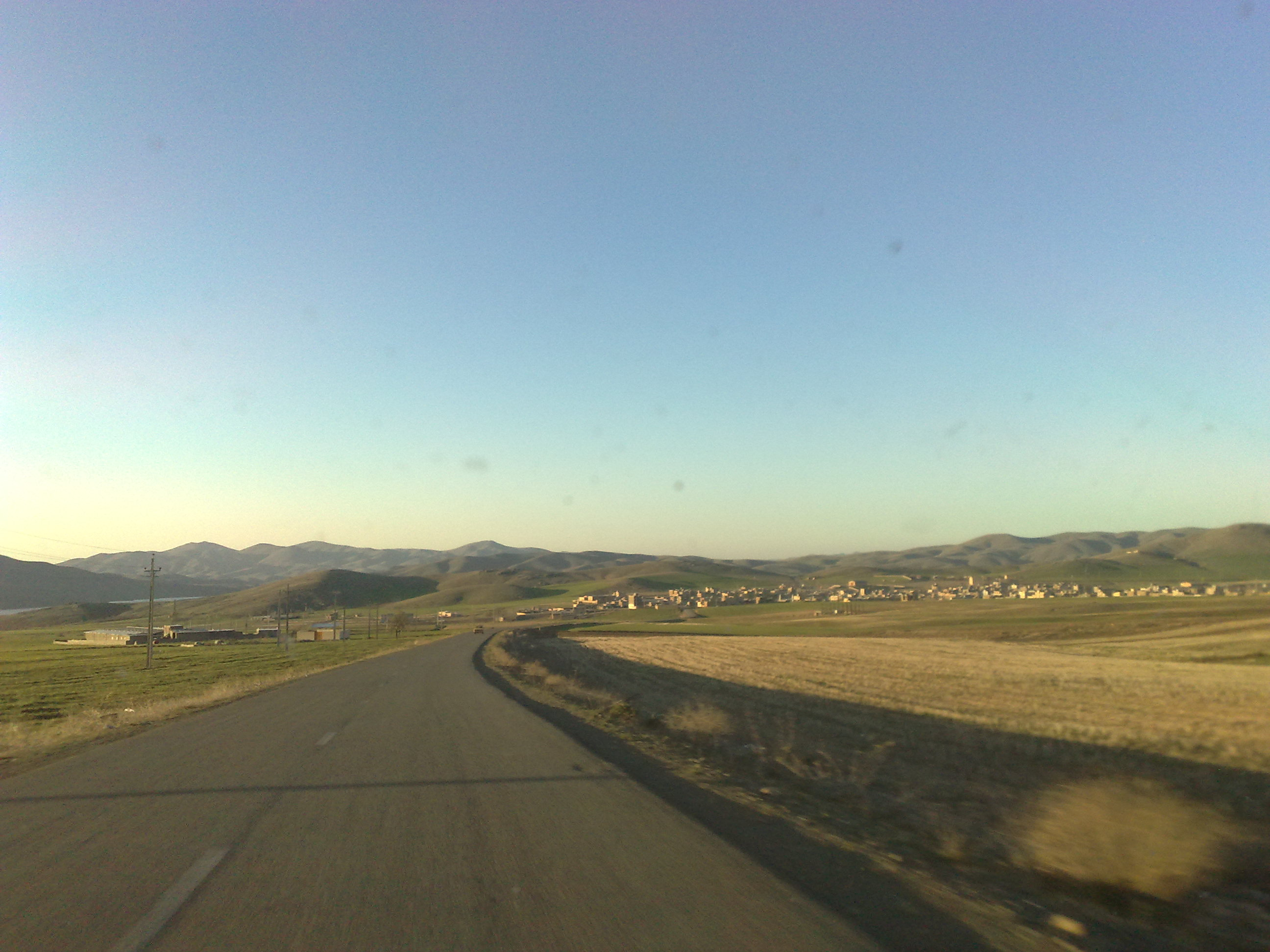
شهر صاحب

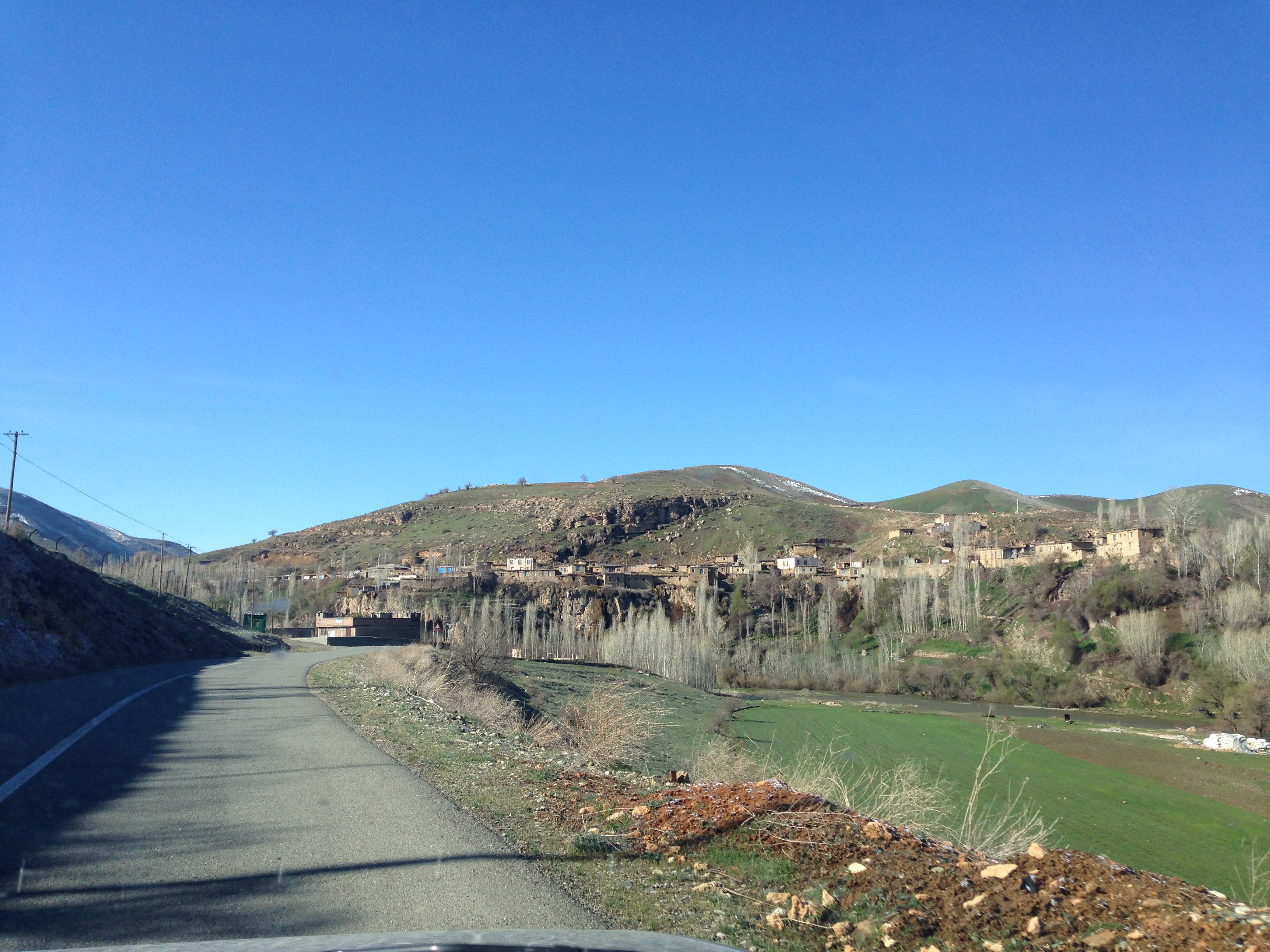
روستای خورخوره

## تقسیمات کشوری

### شهرها
| نام شهر | نام بخش |
| ------- | ------- |
| سقز     | مرکزی   |
| صاحب    | زیویه   |
| سنته    | امام    |

### دهستان‌ها
| نام دهستان   | نام بخش | تعداد روستا |
| ------------ | ------- | ----------- |
| ترجان        | مرکزی   | ۱۹          |
| تموغه        | مرکزی   | ۱۷          |
| سرا          | مرکزی   | ۴۳          |
| میرده        | مرکزی   | ۲۲          |
| امام         | امام    | ۲۳          |
| تیلکوه       | امام    | ۲۳          |
| خورخوره      | امام    | ۲۸          |
| گل‌تپه        | زیویه   | ۳۱          |
| صاحب         | زیویه   | ۲۴          |
| چهل‌چشمه غربی | سرشیو   | ۹           |
| ذوالفقار     | سرشیو   | ۳۵          |

## کشاورزی

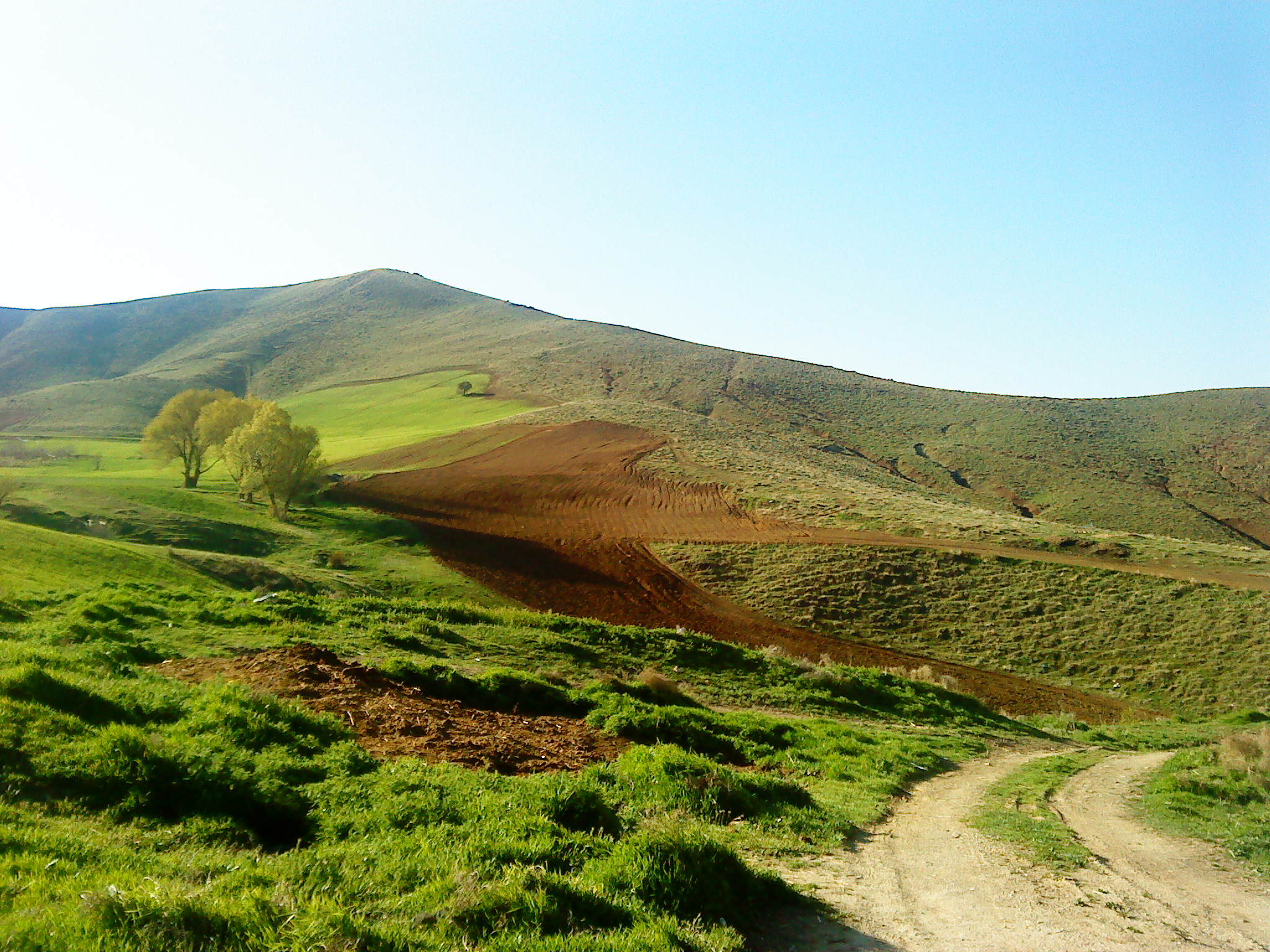
روستای ترجان

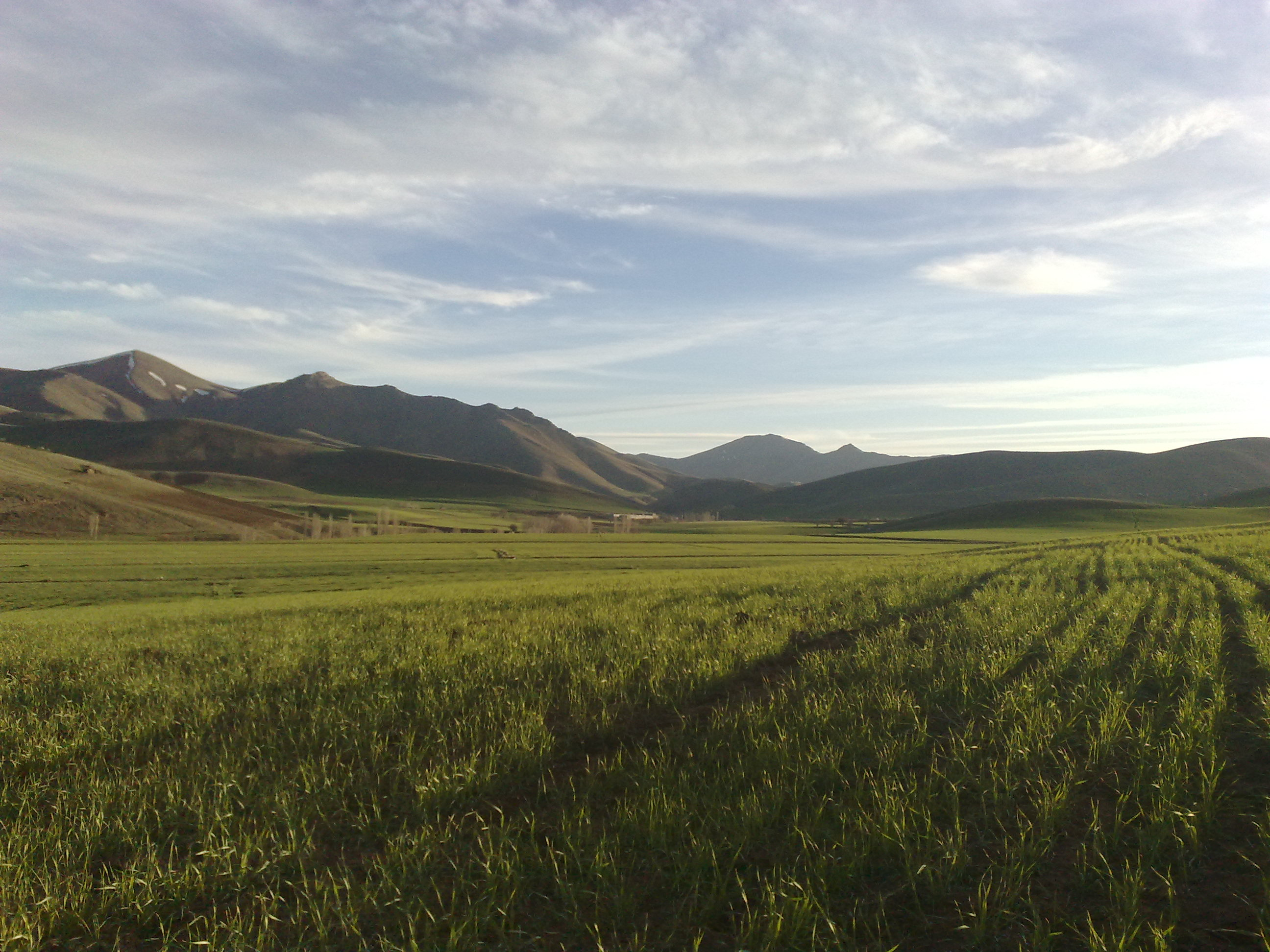
روستای کمنتو

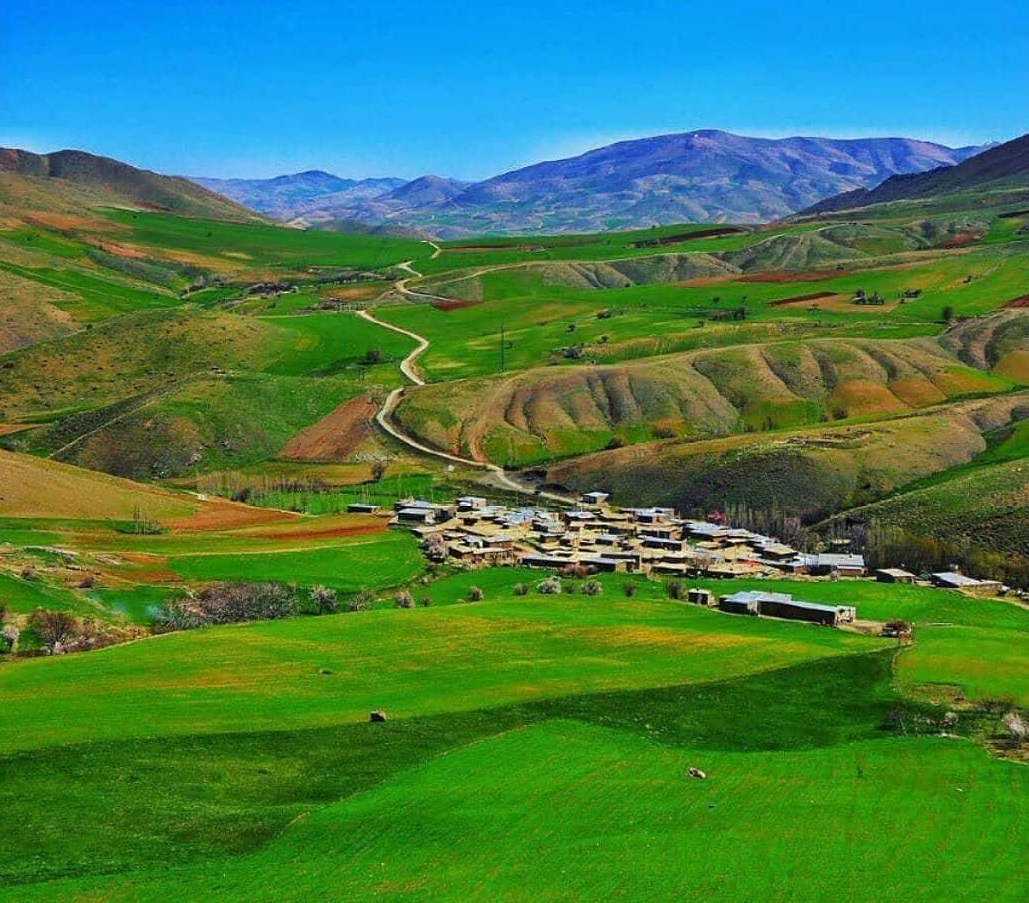
حومه سقز

بخش کشاورزی از مهم‌ترین بخش‌های اقتصادی شهرستان بوده و به صورت مستقیم و غیرمستقیم موجبات اشتغال تعداد زیادی از افراد را فراهم نموده‌است. شهرستان سقز با تولید تقریباً ۱۶۰ هزار تن گندم و خرید تضمینی ۱۴۲ هزار تن با ارزشی بیش از ۲۴۳ میلیارد تومان در سال ۱۳۹۸ رتبه دوم تولید گندم در استان کردستان را احراز نموده‌است. این شهرستان در امر پرورش زنبور عسل با بیش از ۶۹ هزار کندو و تولید ۵۳۰ تن عسل در سال دارای رتبه اول تولید عسل در استان کردستان است. کسب رتبه اول استانی در زمینه اجرای آبیاری‌های نوین، برای سومین سال متوالی با اجرای بیش از ۷۸۲ هکتار آبیاری مدرن، دارا بودن رتبه اول استان در زمینه تولید چغندرقند با ۵۵ هزار تن تولید در سال ۹۸ و پیش‌بینی صد هزار تن در سال ۹۹ از دیگر توانایی‌های بخش کشاورزی در شهرستان سقز است. همچنین این شهرستان از نظر تعداد گلخانه‌های صنعتی، با وجود ۱۱ واحد گلخانه و امکان تولید حدود ۱۸۰۰ تن محصولات گلخانه ای در سال رتبه اول را در استان کردستان دارا است. همچنین از جمله ظرفیت‌های شهرستان سقز می‌توان به دارا بودن ضریب مکانیزاسیون کشاورزی حدود ۲، که بالاتر از ضریب مکانیزاسیون کشور است اشاره کرد. این شهرستان همچنین رتبه اول استان در زمینه تولید گوشت ماهی در منابع آبی و استخرهای پرورشی، با تولید سالیانه بیش از دو هزار و ۶۰۰ تن را دارا می‌باشد.
شهرستان سقز دارای توان برجسته در امر تولید حبوبات با بیش از ۵ هزار تن در سال است. در زمینه دانه‌های روغنی در سال ۱۳۹۸ بیش از ۱۸۰۰ تن دانه کلزا در این شهرستان تولید شد.
در زمینه باغات و میوه جات حدود ۵ هزار و ۴۰۰ هکتار انواع باغات در این شهر وجود داشته و سالیانه بیش از سیصد و هفتاد و سه هزار تن محصولات زراعی، و ۳۹ هزار تن محصولات باغی در این شهرستان تولید و به بازرا عرضه می‌شود.
از دیگر ظرفیت‌های این شهرستان تولید بیش از ۳۴ هزار تن شیر، چهار هزار و ۳۰۰ تن گوشت قرمز و ۱۲ هزار و ۵۰۰ تن گوشت مرغ می‌باشد.

## صنعت
در شهرک صنعتی شماره یک سقز نزدیک به ۷۰ واحد تولیدی فعال و ۵۰ واحد غیرفعال یا نیمه فعال وجود دارد. با وجود این شهرک صنعتی و نیز ناحیه صنعتی شهر صاحب، این شهرستان پتانسیل و ظرفیت سرمایه‌گذاری زیادی برای تولیدکنندگان و سرمایه داران دارد به گونه ای لزوم احداث شهرکهای صنعتی جدید توسط مسئولان مورد توجه قرار گرفته و تحت بررسی می‌باشد.
تشکیل ناحیه صنعتی صاحب با هدف ایجاد بنگاه‌های کوچک اقتصادی زود بازده در قالب کارگاهی و تأمین زیرساخت سرمایه‌گذاری در شهرستان سقز تا ایجاد سایت جدید شهرک صنعتی شماره دو پیش‌بینی شده بود. اما به دلیل رونق و استقبال سرمایه گذاران به ایجاد واحد صنعتی در ناحیه صاحب دور از انتظار بود و با راه اندازی چهار واحد صنعتی در آن و عملیات ساخت توسط بیش از ۱۰ سرمایه‌گذار جدید و واگذاری مابقی زمین‌های ناحیه صنعتی صاحب به سرمایه گذاران جدید، عملاً ظرفیت این ناحیه نیز تکمیل شده‌است.
هم‌اکنون ۸۵ درصد از ۱۰۰ واحد صنعتی دارای پروانه بهره‌برداری این شهرستان فعال بوده و یکی از موفق‌ترین مناطق استان در حوزه تولید صنعتی است.

## معادن
معادن گوناگون و فراوانی در حوزه این شهرستان وجود دارد که می‌توان به معادن سنگ آهن، طلا، سنگ‌های تزئینی، پلی‌متال و چندین منابع معدنی دیگر اشاره کرد.
معادنی که در این منطقه قرار دارد از غنی‌ترین و پربهره‌ترین‌های کشور محسوب می‌شوند و در واقع شهرستان سقز دارای معادنی با وسعت زیاد و منابع با ارزشی است که با بهره‌برداری اصولی و علمی از آن، می‌توان شاهد توسعه اقتصادی و اشتغالزایی چشمگیری برای مردم منطقه بود.
به منظور شناسایی معادن شهرستان، داده‌های ژئوفیزیک هوایی کردستان در تیر سال ۱۳۹۸ تهیه و در نتیجه آن پهنه‌ای به مساحت ۳ هزار و ۹۰۰ کیلومتر مربع به سازمان زمین‌شناسی معرفی و واگذار شد. حدود ۱۴هزارو۱۰۰ کیلومتر خطی پرواز هوایی انجام و ۱۰ محدوده امیدبخش در زمینه پلی‌متال شناسایی شده‌است. منابع معدنی حوزه شهرستان سقز بیشتر از نوع پلی‌متال با مجموعه‌ای از سنگ آهن، طلا، مس و البته برخی دیگر از فلزات است که پهنه‌هایی از معادن سیلیس و تا حدودی فلدسپات هم موجود است و این موارد هم ذخیره معدنی مناسبی در شهرستان دارند.

### معدن طلای قلقله
ناحیه قلقله در ۴۰ کیلومتری جنوب غرب شهرستان سقز و در شمال غرب استان کردستان واقع شده و این ناحیه از دیدگاه زمین‌شناسی عمومی بخشی از زون دگرگونه سنندج - سیرجان است؛ اکتشاف ماده معدنی در محدوده قلقله از سال‌های ۷۳ تا ۷۴ توسط سازمان زمین‌شناسی آغاز و سال ۸۷ این اکتشافات تکمیل و ذخیره ۷٫۳ میلیون تُنی طلای خالص در آنجا محرز شد.
عملیات اجرایی بهره‌برداری از معدن طلای قلقله سقز هفتم دی سال ۹۶ با حضور علی ربیعی وزیر وقت تعاون، کار و رفاه اجتماعی، بهمن مرادنیا استاندار کردستان، نمایندگان مردم استان در مجلس شورای اسلامی کلنگ زنی شد.

### معدن طلای مرگنە
معدن طلای مرگنە در شهرستان سقز بە شرکت بین‌الملل نصر کردستان واگذار شدە و در حال مطالعات اکتشافی تکمیلی و مطالعات احداث کارخانە هستند.

### معدن سنگ آهن
کانسار سنگ آهن این معدن از نوع منیتیتی و در مجموع از ذخیره بالغ بر ۳ میلیون تن برخوردار است. این معدن به عنوان ذخایر کوچک با عیار متوسط ۴۲ درصد آهن به حساب می‌آید. با بهره‌برداری از این معدن سالانه ۱۷۰ هزارتن سنگ آهن استخراج می‌شود. استخراج از این معدن به روش روباز می‌باشد.
موقوفه خدیخه خاتون و سلطان، کانسار آهن صاحب سقز در بخش صاحب در شهرستان سقز واقع شده‌است. موقوفه خدیخه خاتون و سلطان به مساحت ۴۴۰ هکتار می‌باشد که فاصله این موقوفه تا شهرستان حدود ۱۵ کیلومتر و در مسیر جاده سنندج- سقز قرار دارد. محدوده آهن صاحب سقز به صورت نوار تقریباً مستطیلی شکل می‌باشد و دسترسی به بخش شرقی آن از آبادی یاپیشخان و با استفاده از جاده خاکی به طرف جنوب و دسترسی به بخش غربی آن از آبادی چاغرلو با استفاده از جاده خاکی حدود ۳۰۰۰ متر به جنوب امکان‌پذیر است. استخراج در معدن صاحب سقز به صورت روباز در دو بخش غربی و شرقی تعریف شده‌است. در مجموع در حدود ۱۱ میلیون تن اعم از باطله و ماده معدنی استخراج می‌گردد. نسبت باطله برداری حدود ۳/۳ میلیون تن برآورد شده‌است. ذخیره قابل استخراج با اعمال عیار حد ۳۰ درصد در حدود ۲/۷ میلیون تن با عیار ۰/۴۲ درصد آهن می‌باشد.

### معدن سیلیس
معدن کانسار سیلیس جشنی در فاصله ۸ کیلومتری شمال شرق شهرستان سقز واقع شده‌است. بررسی‌های اولیه نشان می‌دهد که ۶۳ میلیون تن ذخیره زمین‌شناسی از سیلیس در ورقه سقز کشف شده‌است.

## موقعیت جغرافیایی
این شهرستان در قسمت شمالی استان کردستان واقع است و از شمال به شهرستان بوکان  از شرق به شهرستان دیواندره ، از جنوب به شهرستان سنندج و از غرب به شهرستان بانه محدود است. این شهرستان از جنوب با اقلیم کردستان همسایه است.